# プリボイ自動車工場
プリボイ自動車工場（セルビア語: Корпорација Фабрика Аутомобила Прибој а.д. / Korporacija Fabrika Automobila Priboj a.d. FAP、セルビア語ラテン翻字: Fabrika automobila Priboj）は、セルビア、ズラティボル郡プリボイに本拠を置くトラックと軍用車両の製造を行う自動車メーカー。今日セルビア政府が株式の大半を所有しており、セルビア防衛産業の一社となっている。

## 歴史

### 1953–1970年代:創業
創業当初スイスの商用車メーカーであるアドルフ・ザウラーとライセンス契約を締結し、ザウラートラックの製造を行いザウラー=ウェルケ（Saurer-Werke）ブランドとして4トンと6トン積みトラック17台の販売を開始している。
1959年、年間生産台数を3,600台に増やす目標を掲げ、新規組立ラインを構築したことにより生産台数は1,000台へと拡大する。1962年には新型車両を開発し、年間生産台数は2,000台へ増加。

### 1970年代:輸出の成功

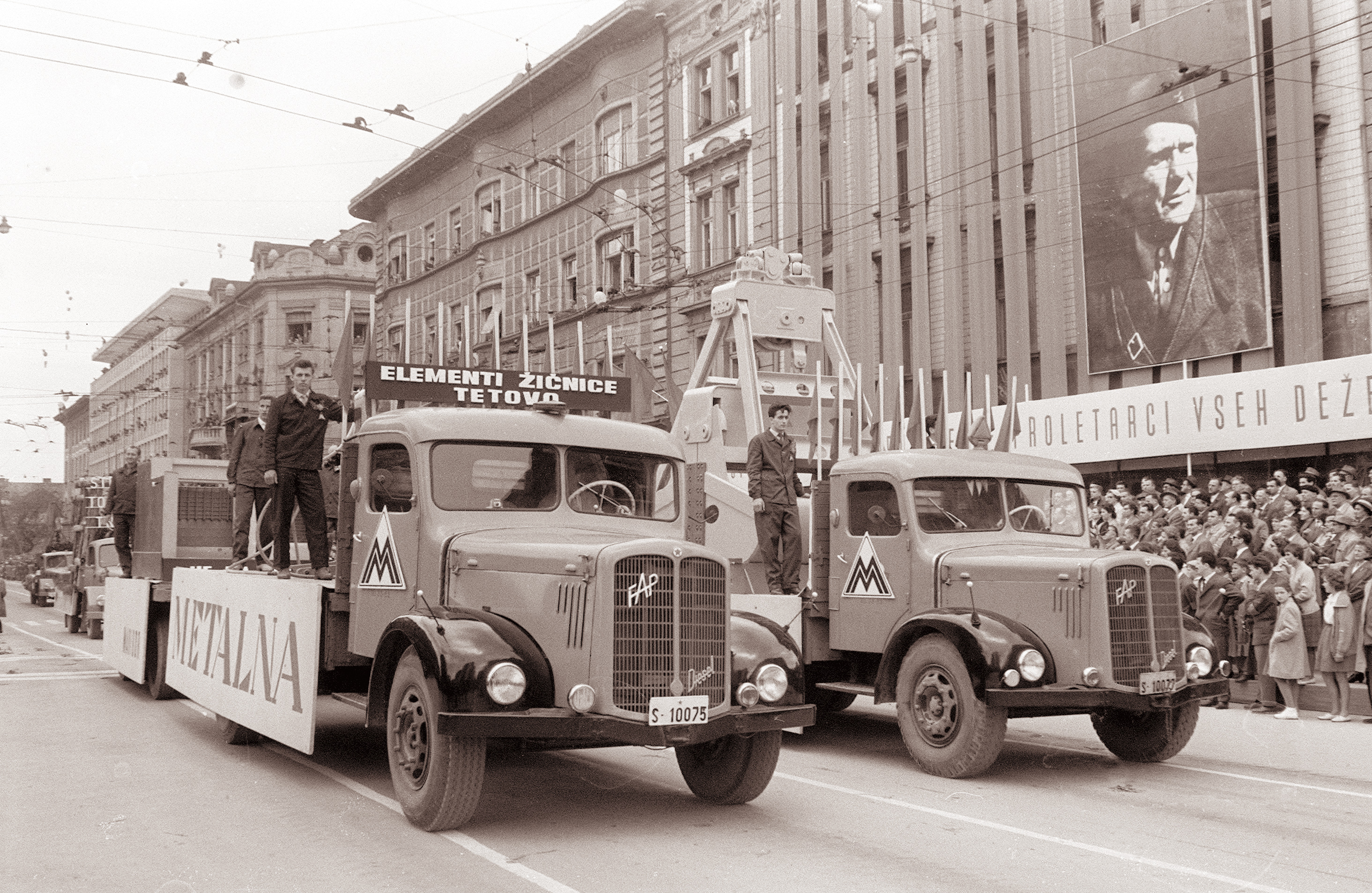
スロベニア、リュブリャナで行われたメーデーパレードでのFAP 6G

1970年にはダイムラー・ベンツとのライセンス契約を締結し、DB1113、DB1213トラックの製造を開始。この頃には年間5,000台を製造しており、41,000台の数年に渡る生産計画が開始されている。7月15日にはユーゴスラビア諸国の企業と協力し、ボスニア・ヘルツェゴビナ社会主義共和国ではファモス社（FAMOS）、クロアチア社会主義共和国ではTAZと、マケドニア社会主義共和国では11オクトムブリ社（11 oktomvri）など製造と金融面での協力を行っているほか、エジプト、タンザニア、スーダン、チュニス、リビア、ナイジェリア、スーダンなどアフリカ諸国に対し輸出を成功させている。
1975年には外国の投資によってFAPに新しく組立ラインが開設されたことにより、年間生産台数は1万台に増強され、数々の新型ベンツ・トラックを市場に送り出している。1976年にライセンス契約の範囲が拡大したことにより車両総重量（GVW）が12トン（積載5トンクラスの中型）から26トン（積載10トン以上の大型）の車両製造を開始し、130～320馬力のディーゼルエンジンが搭載されている。この経験から1978年に全輪駆動式の大型軍用トラック「FAP 2026 BDS / 6x6」が新規に開発されている。
1979年は年間7,000台のトラックとバスの製造を行っており、国内外の需要を完全に満たす状況であった。

### 1980年代以降:拡大と業績悪化
1983年、軍用トラックの後継型となる「FAP 2632 BDS / 8x8」を開発。走行状態で20トンの積載能力を誇っていた。その後、FAPは数回に渡り工場の拡張を行ったことで部品製造も開始しており、年間生産台数は15,000台に増加している。
1990年代、国際社会によるユーゴスラビアに課された経済制裁の影響により、制裁解除後には多数の市場を失ったことにより業績が悪化している。
1995–1996年にイカルバスと共同開発した車両「FAP 2026 GC / B 6X6」を使用し、プリボイ - ベオグラード - モスクワ - ウランバートル - 北京 - ダルヤン - ベオグラード - プリボイの冬季ユーラシア横断クロスカントリーを行い139日間で走破している。またクロスカントリーの途中、トラックの耐久性を検証するためゴビ砂漠でテストを行っている
。
2002年、民営化に向けた準備プログラムを開始する。
2014年、フィンランドのトラックメーカーであるシスオートはセルビア政府と協力しFAPの買収を提案。しかし、双方戦略不一致のため交渉は決裂している。セルビア政府はこれまで企業に対し合計250万ユーロ（約3億2千万円）もの資金を投資しており、制裁の影響やユーゴスラビア・ディナールのハイパーインフレなどによる業績の悪化に対し健全化に向けた包括的な再編プロセスを策定しており、この理由から1,000名以上の従業員が退職金を受け取ることができずに会社を去っている。最終的に巨額な債務は裁判所の判断によりFAPの株式に変換されることで決着している。
現在はセルビア軍の軍事車両に関する供給とメンテナンスを請け負っており、セルビア軍と新型車両に関する新規契約を交わしている。

## 製品

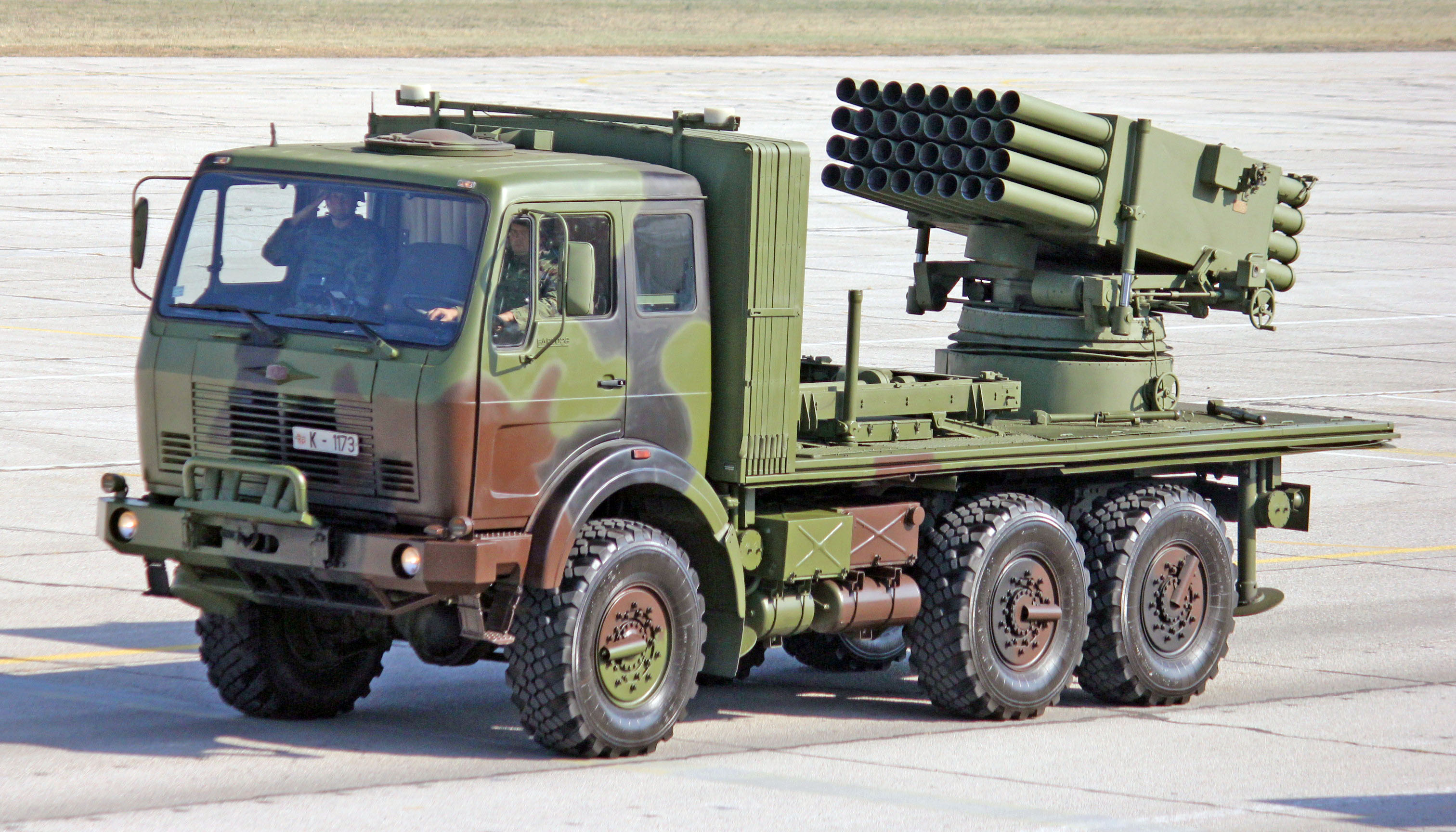
セルビア陸軍で稼働する多連装ロケット砲を搭載したLRSVM Morava

### 軍用
- FAP 1118
- FAP 1118
- FAP 2228
- FAP 2228
- FAP 3240
- FAP 3240
- FAP 1318

### 民間モデル

#### トラック
- FAP 1318 B/42
- FAP 1824 BD/48 4x2
- FAP 1828 BD/48 4x2
- FAP 1829 BD/48 4x2
- FAP 2235 BD/45 6x2
- FAP 2236 BD/45 6x2

#### トラクター
- FAP 1836 BDT/32 4x2
- FAP 1840 BDT/32 4x2
- FAP 2636 BDT/32 6x4
- FAP 2636 BDT/32 6x4

#### ダンプ・トラック
- FAP 1318 BK/36 4x2
- FAP 1418 BSK/36 4x4
- FAP 2024 BK/38 4x2
- FAP 2024 BSK/38 4x4
- FAP 2629 BK/32 6x4
- FAP 2630 BK/32 6x4
- FAP 2636 BK/32 6x4
- FAP 3036 BK/32 6x4
- FAP 3240 BKM/32 6x4

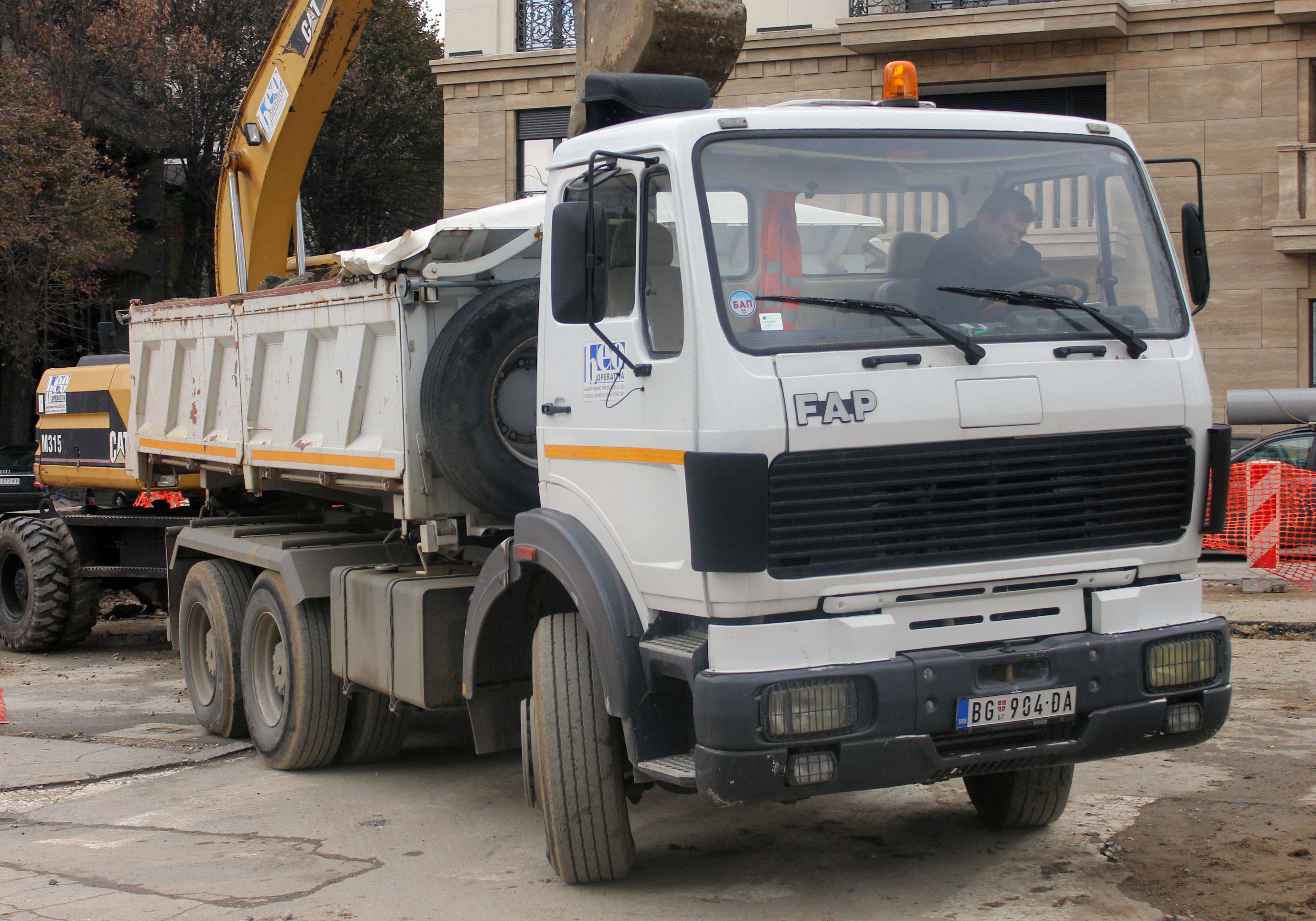
FAP 3035ダンプトラック

- FAP 4140 BKM/45 8x4/4

#### バス

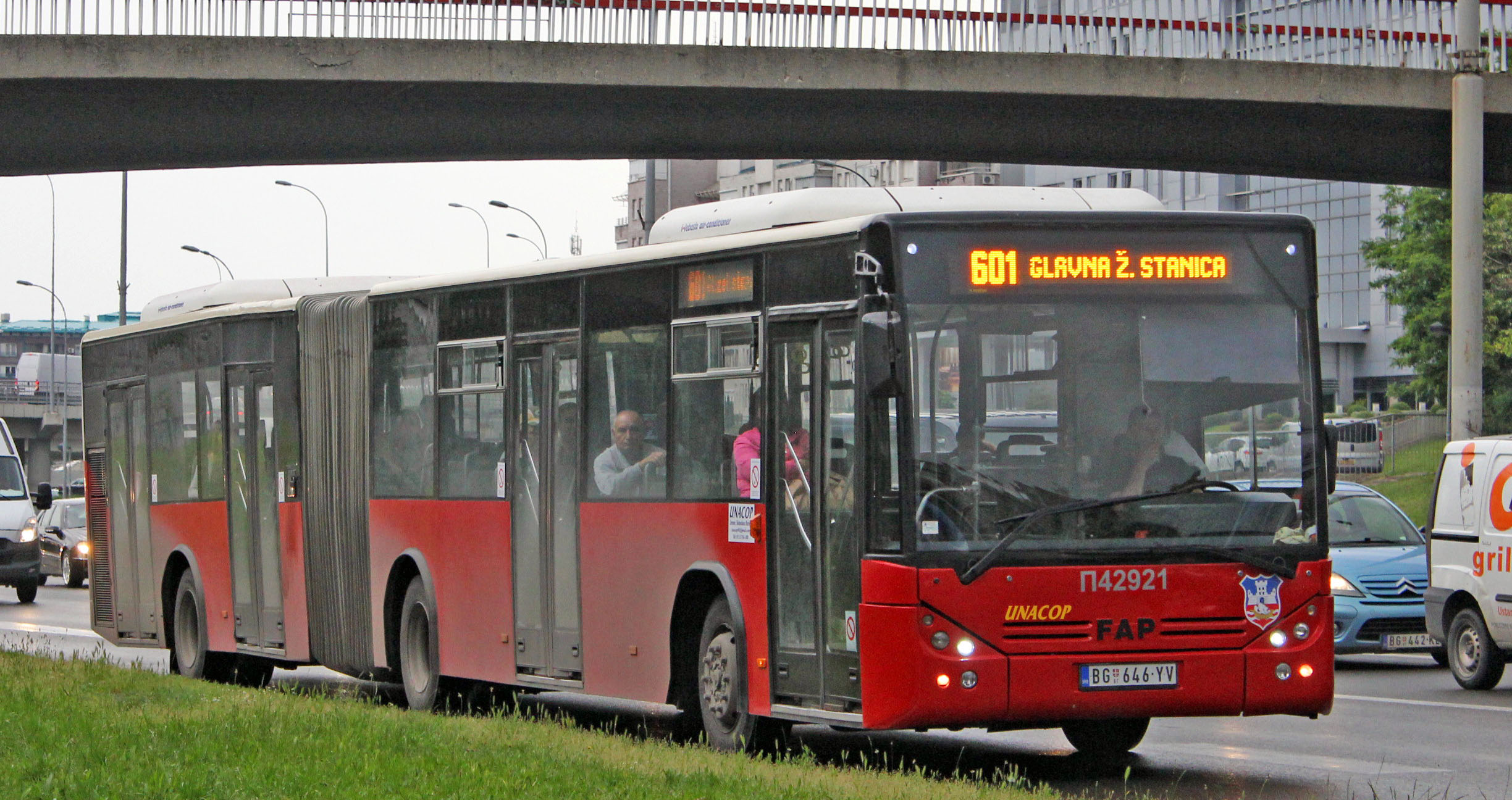
FAP A 559.4連接バス

ミニバス、市バス、長距離バスなど各種を製造している。最後の数字は欧州の自動車排出ガス規制であるユーロ4などを表す。
- City Bus A-537.4 CNG
- City Bus A-537.3
- City Bus A-537.5
- Single low Floor City Bus A-547.3
- Double low Floor City Bus A-559.4
- Midibus A-402

#### シャーシ
- Chassis A-918

## 画像

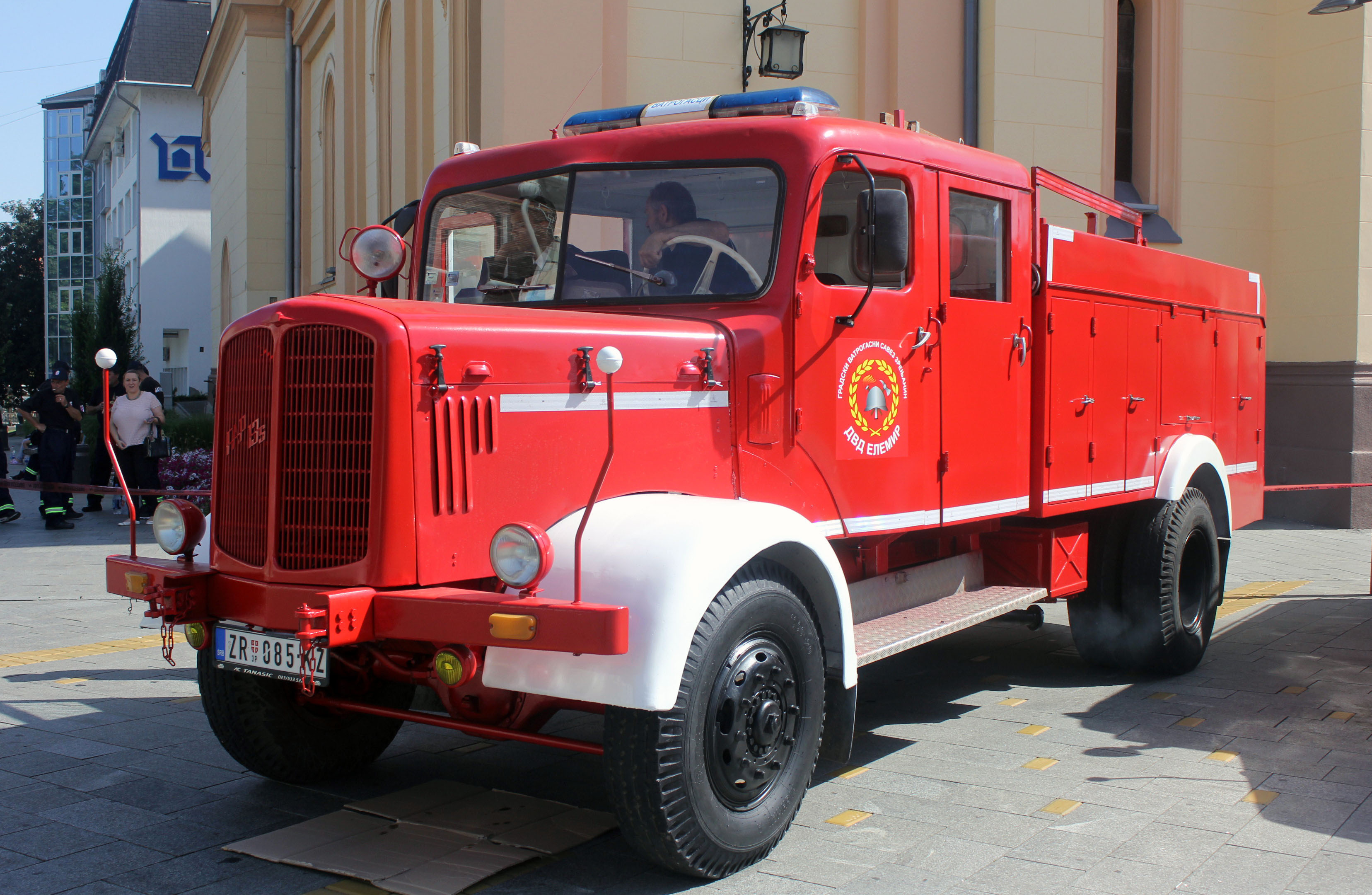
FAP 13S消防車
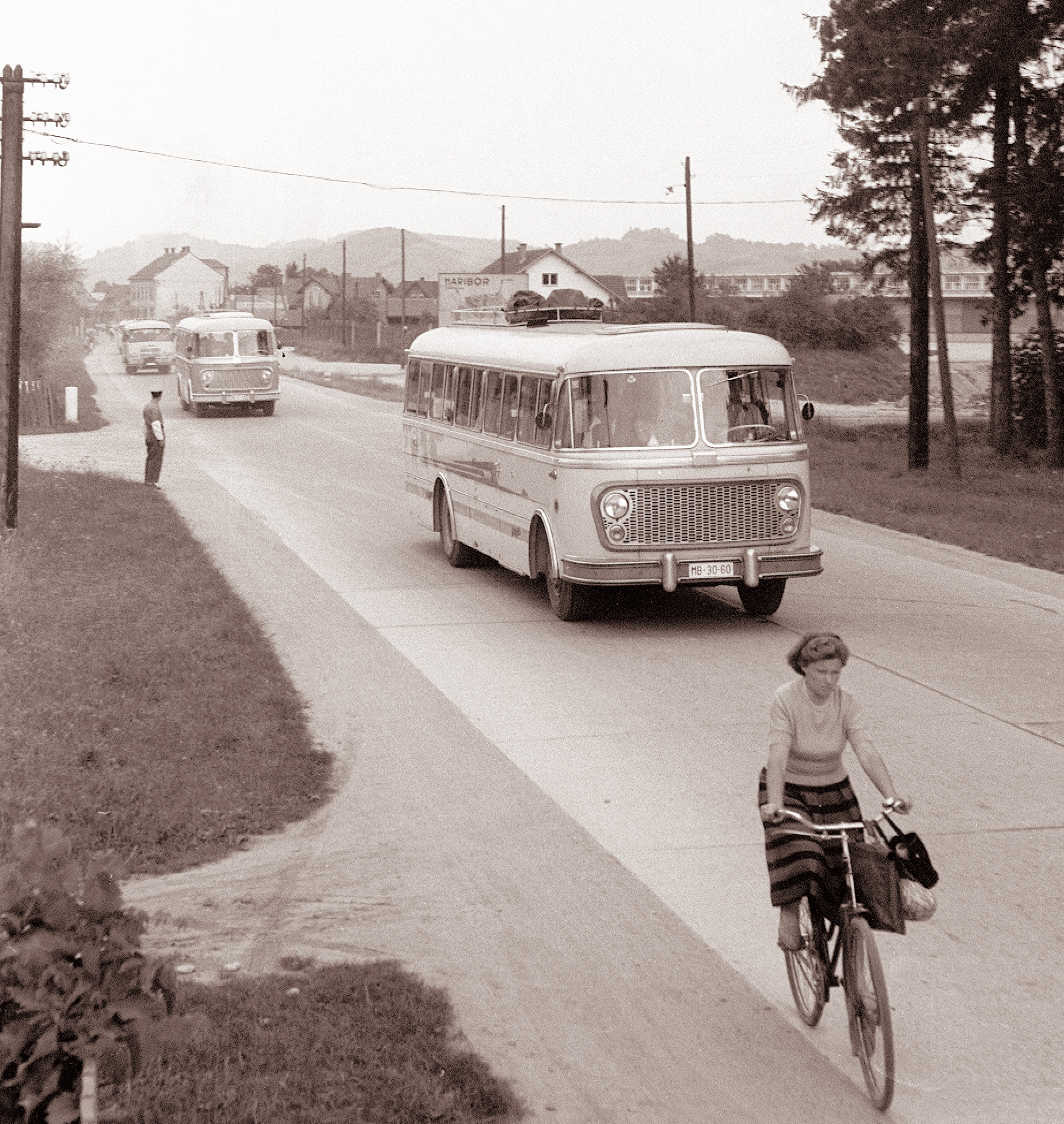
1961年に撮影されたFAPバス
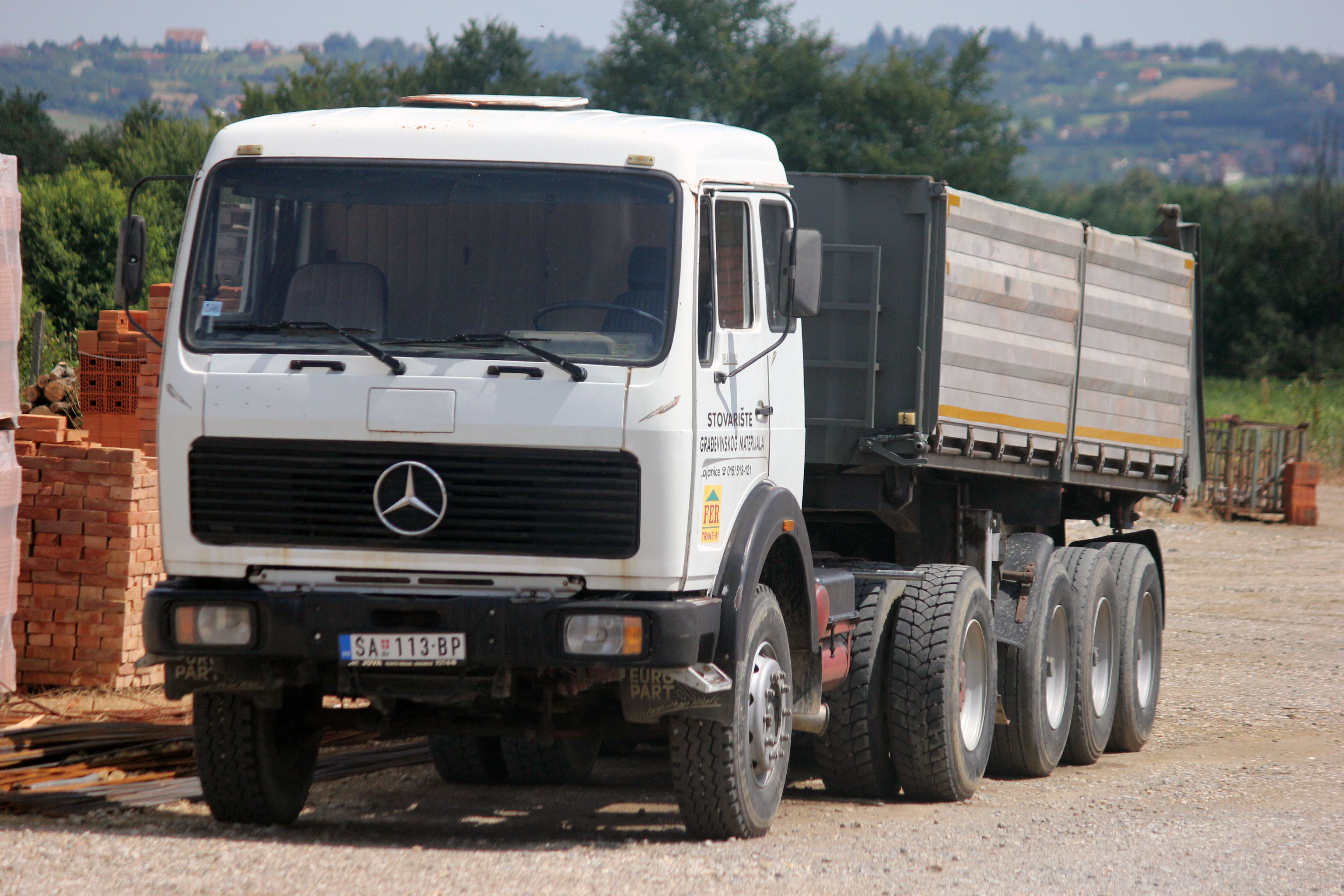
FAP 1835RBDTダイムラーライセンス生産モデル
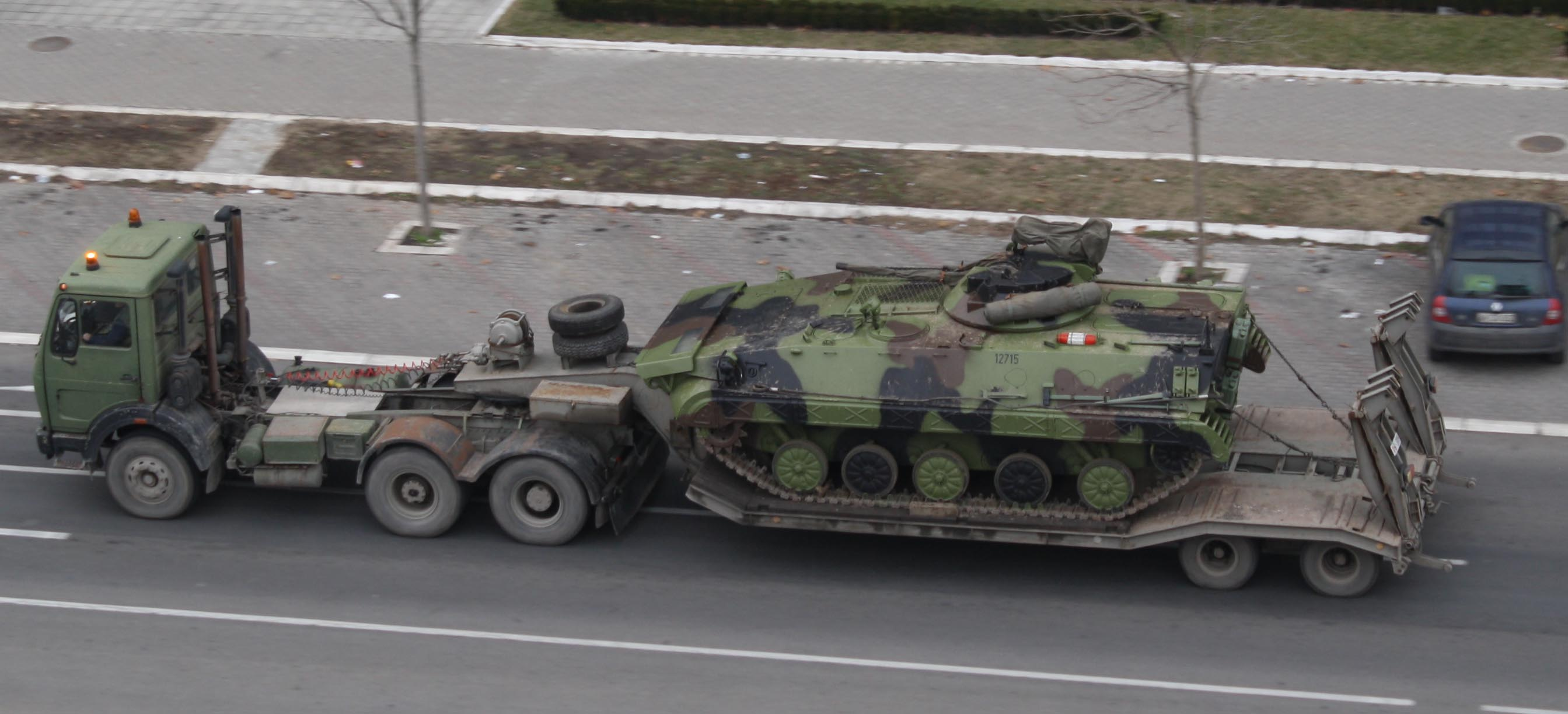
BVP M-80を積載したFAP-2632
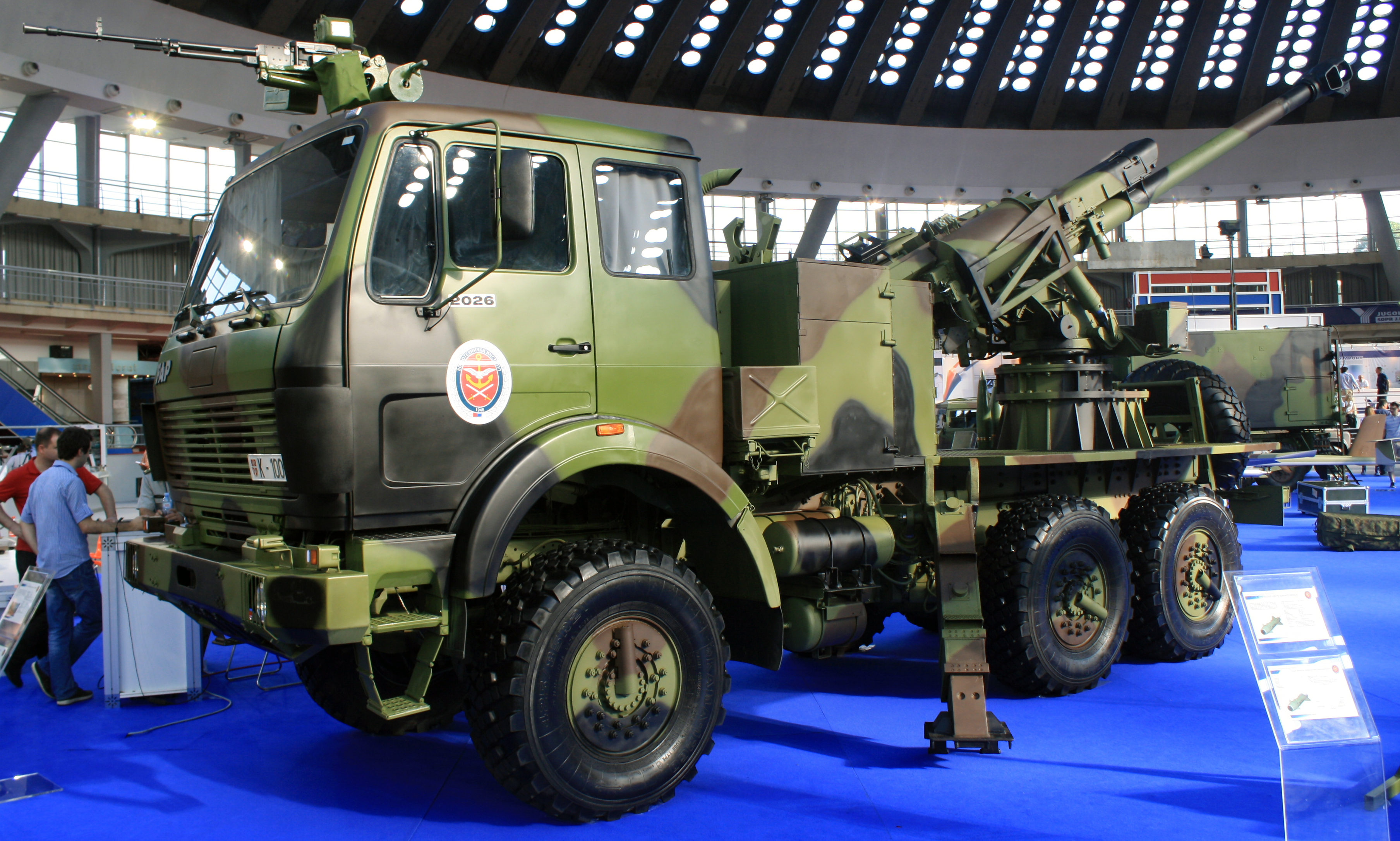
Sora 122mm砲を搭載したPartner 2013
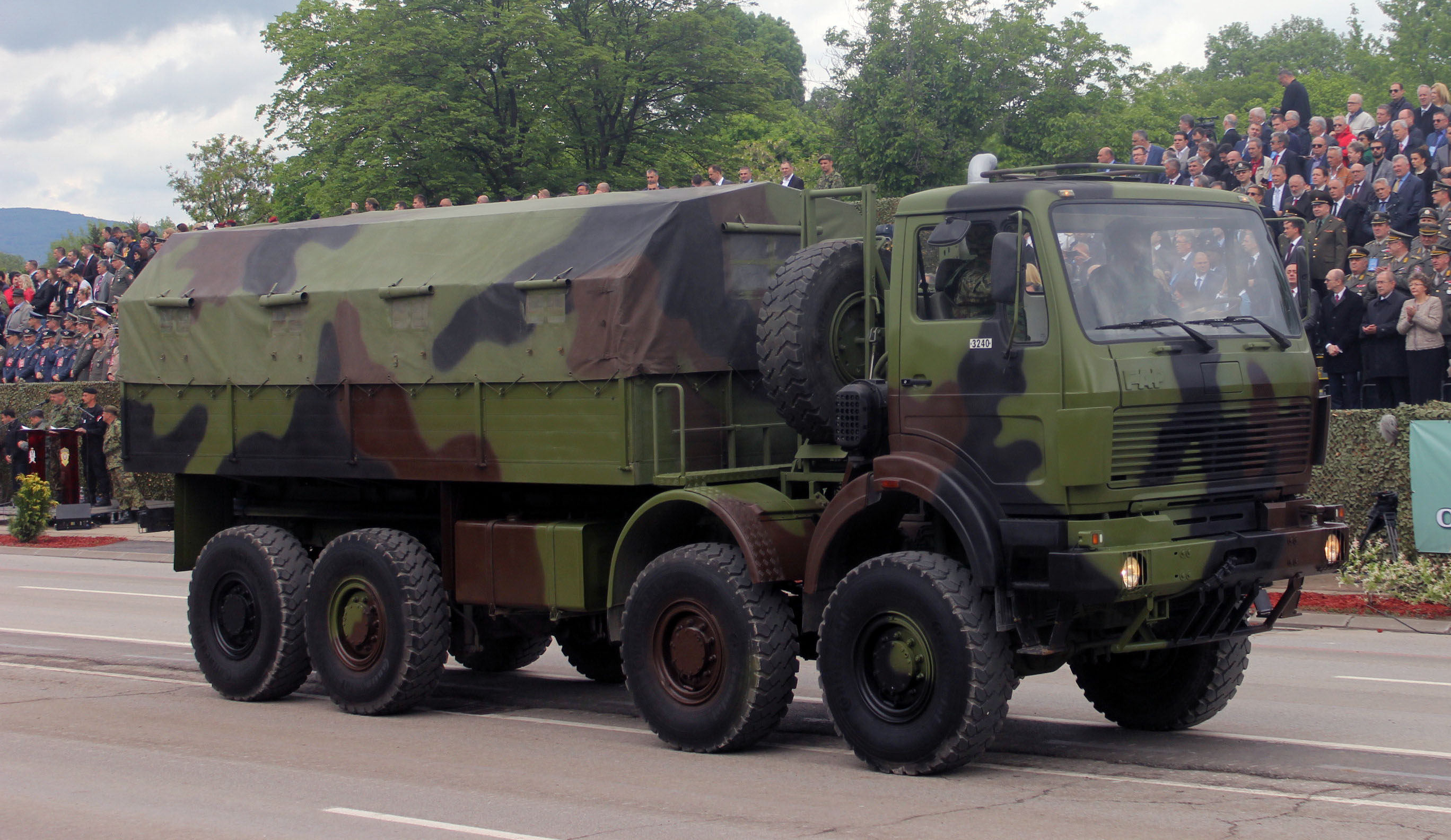
FAP 3240 BS/AV 8x8